# 自己紹介
自己紹介（じこしょうかい）とは、初めて会う人などに、姓名・職業などを述べ自分が何者であるかを説明すること。
普通は“よろしく”という挨拶の意を兼ねる。その方法は大勢の前での口頭によるもの、名刺を差し出して行うもの、電話で自分の所属・地位・名前を述べるものなど様々である。
自己紹介が可能な部分はあくまでも自身の認識している範囲内であるため、相手は自己紹介する本人が自分を見る見方を受け取らざるを得ない。基本的に自分の事を知らない人間に自分を知ってもらうための行為である。その相手は、例えば新しい友人や恋人、仕事での同僚や上司や部下、時には新しい家族であることもある。